# Бабинец (Брянская область)
Ба́бинец — деревня в Комаричском районе Брянской области. Входит в состав Лопандинского сельского поселения.

## География
Расположена на севере района, в 12 км к северо-западу от Комаричей и в 2 км к востоку от железнодорожной платформы 463 км линии  «Брянск — Комаричи», на левом берегу реки Неруссы. Высота над уровнем моря — 151 м. Ближайшие населённые пункты — деревня Туличево и село Аркино.

## История
Славянские поселения в районе Бабинца существовали с древних времён. В ходе археологических раскопок рядом с деревней были обнаружены следы двух селений. Одно из них существовало в V—VII веках в пойме правого берега Неруссы и относилось к Киевской или Колочинской культуре, другое — в IX—X веках в 500 метрах к западу от деревни и относилось к Роменской культуре.
Собственно Бабинец упоминается с 1-й половины XVIII века как слободка в Радогожском стане Комарицкой волости Севской провинции. Обозначен на карте Севского уезда из Атласа Всероссийской империи И. К. Кириллова, составленного в 1722—1737 годах. По данным 2-й ревизии 1743 года Бабинцем владел генерал А. И. Ушаков. После смерти А. И. Ушакова в 1747 году слободка перешла во владение к его зятю — графу П. Г. Чернышёву. 
В 1749 году в имении Чернышёва вспыхнул крестьянский мятеж. Восставшие пошли в слободу Бабинец, где находился дом бурмистра Семёна Свинцова и, разломав заборы, вырубили дверь в сенях и двери и окна в его доме, избили до полусмерти. Дворы Свинцова и его родственников были разграблены, а имущество разделено между крестьянами. 
По данным 3-й ревизии 1763 года в Бабинце проживало 44 человека (23 мужчины и 21 женщина). После смерти графа Чернышёва в 1773 году Бабинец перешёл  во владение к его вдове — Екатерине Андреевне, урождённой Ушаковой, после смерти которой в 1779 году это имение досталось их дочери — Н. П. Голицыной. 
В 1778—1782 годах деревня входила в состав Луганского уезда Орловского наместничества. В 1782—1929 годах в составе Севского уезда. По данным 4-й ревизии 1782 года в Бабинце проживал 41 человек (22 мужчины и 19 женщин).
По данным 10-й ревизии 1858 года слободка Бабинец принадлежала князю В. Д. Голицыну. В то время здесь жили крестьяне Свинцовы (4 двора), Герасимовы, Новиковы и Яковлевы (по 1 двору) — всего 78 человек (38 мужчин и 40 женщин) в 7 дворах.
В 1866 году в бывшей владельческой деревне Бабинец было 11 дворов, проживало 85 человек (38 мужчин и 47 женщин). В 1866 году деревня была передана из прихода Успенского храма села Радогощь в приход Никитского храма села Аркино. В 1874 году членом церковного попечительства при данном храме был избран крестьянин-собственник слободки Бабинец Афанасий Михайлович Свинцов.
С 1861 года до 1880-х годов Бабинец входил в состав Лубошевской волости Севского уезда. С 1880-х годов до 1924 года в составе Радогощской волости.
В 1897 году было открыто железнодорожное движение на линии Брянск — Льгов, расположенной в 2 км к западу от Бабинца.
В 1914 году Бабинец посетила этнографическая экспедиция, в составе которой был поэт И. Ф. Каллиников. Со слов крестьянина В. Т. Свинцова Каллиников записал сказку о Бове Королевиче.
В Первой мировой войне участвовали жители Бабинца: Владимир Денисович Герасимов, Владимир Онисимович Герасимов, Василий Иванович Новиков (?—1915), Пётр Иванович Новиков, Андрей Петрович Свинцов (1896—?), Василий Тимофеевич Свинцов (?—1916), Иван Кузьмич Свинцов (?—1914), Сергей Иванович Свинцов (1895—?), Сергей Онисимович Свинцов (1898—?), Тихон Кузьмич Свинцов (?—1915), Фрол Петрович Свинцов (1879—1921) и другие.
По состоянию на 1920 год деревня была административным центром Бабинецкого сельсовета Радогощской волости. По данным 1926 года Бабинец входил в состав Аркинского сельсовета Комаричской волости Севского уезда. С 1929 года в составе Комаричского района. В 1937 году в деревне было 87 дворов. Во время Великой Отечественной войны, с октября 1941 года по август 1943 года, находилась в зоне немецко-фашистской оккупации. В середине XX века в Бабинце действовал колхоз «Красная Нерусса». В 1950 году деревня была передана из Аркинского сельсовета в Кокинский. 
С 2005 года входит в состав Лопанинского сельского поселения.

## Население
| 1763 | 1782 | 1858 | 1866 | 1979 | 2002 | 2010 |
| ---- | ---- | ---- | ---- | ---- | ---- | ---- |
| 44   | ↘41  | ↗78  | ↗85  | ↘45  | ↘15  | ↘6   |
| 2013 |      |      |      |      |      |      |
| →6   |      |      |      |      |      |      |

## Памятники истории и археологии
- Селище «Бабинец-1» — остатки поселения V—VII века, памятник археологии федерального значения. Расположено в 0,46 км к северу от деревни в пойме правого берега реки Нерусса на небольшом всхолмлении (151 на 62 метра). Высота над поймой 3 метра. Поверхность распахана. Толщина культурного слоя до 0,3 метра. Собраны обломки лепной керамики, вероятно, киевской или колочинской культур. Обследовал А. С. Смирнов в 1974 году.
- Курган «Бабинец-2» — поселение эпохи бронзы, IX—X века, памятник археологии федерального значения. Расположено в 0,5 км к западу от деревни на овальной дюне (95 на 60 метров) поймы левого берега реки Нерусса. Центральная часть дюны уничтожена карьером. Культурный слой толщиной 0,2—0,4 метра. Собраны кремнёвый отщеп, обломки керамики конца эпохи бронзы и роменской культуры. Обследовали Т. С. Пассек и Б. А. Латынин в 1929 году, А. В. Кашкин в 1985 году.
- Могила советского солдата Василия Романовича Артемченко (1902 — 25 августа 1941), погибшего при бомбардировке. Памятник истории регионального значения.